# Ferenc Dávid
Franciscus Davidis (1520-1579) (Franz Dávid Hertel; em português: Francisco David) (* Kolozsvár, também conhecida como Claudiópolis ou Klausenburg, 1520 † Deva (Roménia), 15 de Novembro de 1579), foi um teólogo, pregador, reformador protestante e fundador da primeira Igreja Unitariana da Transilvânia.  Foi convertido na crença de um Deus único através do médico italiano Georgius Blandrata (1515-1588).

## Biografia
Francisco Davi estudou em Wittenberg e Frankfurt. Eleito bispo calvinista das igrejas húngaras da Transilvânia, foi eleito pregador na corte de János Zsigmond Zápolya, príncipe da Transilvânia. O debate de Davi contra a questão da Trindade iniciou em 1565, questionando a personalidade do Espírito Santo, pois ele não encontrava nas escrituras fundamentos que apoiassem essa doutrina.
Seu antagonista nos debates públicos foi o líder calvinista Péter Melius Juhász (1532-1572). Giorgio Blandrata foi quem sempre o apoiou. János Zsigmond Zápolya, que aceitava os pontos de vista do pregador da corte, lançou um édito de liberdade religiosa durante a Dieta de Torda (1568), que permitiam a Davi a retenção de seu posto e a transferência de seu episcopado dos calvinistas para os não trinitários, causando em Kolozsvár a evacuação de todos, menos os seus seguidores.
Em 1571, János Zsigmond Zápolya foi sucedido por István Báthory, que era católico romano, e a política agora era a perseguição contra as novas instituições religiosas. Quando, influenciado por Johannes Sommerus (1542-1574), reitor do ginásio de Kolozsvár, Davi negou a necessidade de invocar Jesus nas orações (por volta de 1572), a tentativa de mediação de Faustus Socinus (1539-1603), a pedido de Giorgio Blandrata, não teve sucesso. Julgado como inovador, Davi morreu na prisão em Déva, no principado da Transilvânia, em 1579. As ruínas no local da prisão conservam hoje um memorial a Francisco Davi.

## Sua fé
Os literatos da atualidade afirmam que as obras de Francisco Davi constituem os fundamentos da fé que sempre apregoou.  Em seus primeiros anos como antitrinitário, Davi defendia a oração para Cristo como pode ser visto em sua resposta a Petrus Melius, na obra "Refutatio scripti Petri Melii" (Refutação aos escritos de Petrus Melius) (1567). Em seus últimos anos Davi adotou a visão radical de Jacobus Palaeologus (1520-1585) de que Cristo não precisaria ser invocado nas orações, mas que as preces deveriam ser dirigidas diretamente a Deus.
Depois que deixou o Calvinismo, Davi adotou as ideias de Laelius Soccinus (1525-1562) de que a existência de Cristo havia iniciado quando ele foi concebido pela Virgem Maria por obra do Espírito Santo. Por volta de 1578, parece que Davi aceitava o ponto de vista de que Jesus era literalmente filho de José. Todavia, alguns historiadores discutem este fato e argumentam que ele admitia a crença na virgindade até a sua morte. Certamente, estes debates cépticos não tiveram o apoio da "Igreja Unitariana da Transilvânia" durante a sua vida, nem incluíam a posterior declaração de fé dos unitarianos húngaros, defendida pelo seu sucessor Mihály Lombard de Szentábrahám (1683-1758). Semelhantes conceitos, todavia, eram defendidos pelo bielorrusso Symon Budny (1530-1593)

## Obras
- 1550 Elegia, Scripta ad Eximium D. Franciscum, I. V. Doctorem, ac Vicarium Ecclesiae Albensis in Transsylvania… Maecenatem suum semper colendum.
- 1555 Dialysis Scripti Stancari Contra Primum Articulum Synodi Szekiensis, qui de doctrina controvertitur, conscripta. Cluj-Napoca, 1555.
- 1556 Responsum ministrorum Ecclesiae Colosvariensis ad scripta varia Martini a Calmancha in Causa Coena Domini edita Colosvarini. Anno 1556. die 25. Julii.[8]
- 1557 Consensus Doctrinae De Sacramentis Christi Claudiopoli, 1557.
- 1558 Acta Synodi Pastorum Ecclesiae Nationis Hungaricae in Transylvania… Anno 1558. in oppido Thorda celebratae. U. ott, 1558.
- 1559 Az Vrnac Vaczoraiarol Valo közenséges keresztyéni vallas. Colosvarot, 1559.
- 1559 Defensio Orthodoxae Sententiae de Coena Domini (Kolozsvár), 1559.
- 1556 Scriptum Francisci Davidis anno Domini 1566.</ref> Lampe, Hist. Eccl. Hungar. 152–154. l.</ref>
- Ejudem Francisci Davidis Responsio ad Argumenta, quibus Hypostasin Spiritus Sancti Petrus Caroli stabilivit. (Lampe, Hist. Eccl. Hungar. 154–158. l.)
- 1566 Propositiones in Disputatione Albensi coram Regia Maiestate a D. Georgio Blandrata et Francisco Davidis propositae Limitationi Ministrorum, qui ex Ecclesiis Hungaricis Disputationi interfuerunt. Kolozsvár, 1566.
- 1566 Catechismus Ecclesiarum Dei in natione Hungarica per Transilvaniam. Claudiopoli, 1566.
- 1566 Disputatio prima Albana seu Albensis, habita 1566. 24. Febr. U. ott, 1566.
- 1567 De Falsa et Vera Vnius Dei Patris, Filii, et Spiritvs Sancti Cognitione Libri Dvo. Albae Juliae, 1567.
- 1567 Rövid Magyarazat mikeppen az Antichristvs, az igaz Istenről valo tudomant meg homalositotta… Albae Juliae, 1567.
- Rövid Utmutatás az Istennec igeienec igaz ertelmere, mostani szent Haromsagrol tamadot vetélkedesnec meg feytesere es itelesere hasznos es szükseges, Albae Juliae, 1567
- Refvtatio Scripti Petri Melii, quo nomine Synodi Debrecinae docet Johoualitatem, et trinitarium Deum Patriarchis, Prophetis, et Apostolis incognitum. Albae Juliae, 1567.
- Demonstratio Falsitatis Doctrinae Petri Melii, et reliquorum Sophistarum per Antitheses una cum refutatione Antitheseon veri et Turcici Christi, nunc primum Debrecini impressarum… Albae Juliae (1568.)
- Refutatio Propositionum Petri Melii non inquirendae Veritatis ergo sed ad contendendum propositarum, ad indictam Synodum Varadinam 22. Augusti Anno 1568.
- Theses Thordae Disputandae ad XIII Diem Nouembris, et in Synodo Varadina die 22. Augusti publicatae. U. ott. (Névtelenűl.)
- Literae convocatoriae ad Seniores Ecclesiarum Svperioris et Inferioris Pannoniae ad indictam Synodum Thordanam ad tertium Marty diem, additis Thesibus ibidem disputandis. U. ott, 1568.
- Aequipollentes ex Scriptura Phrases de Christo Filio Dei ex Maria Nato Figuratae… U. ott, 1568.
- Antithesis Pseudochristi cum vero illo ex Maria Nato. U. ott, 1568.
- Az Szent Irasnac Fvndamentamabol vött Magyarazat az Jesus Cristusrol es az ő igaz istensegeről. U. ott, 1568.
- De Mediatoris Jesv Christi hominis Divinitate, Aequalitateque libellus. U. ott, 1568.
- Brevis Enarratio Dispvtationis Albanae de Deo Trino, et Christo Dvplici coram Serenissimo Príncipe, et tota Ecclesia decem diebus habita. U. ott, 1568.
- De Regno Christi Liber primus. De Regno Antichristi Liber secundus. Accessit Tractatus de Paedobaptismo, et Circumcisione. U. ott, 1569.
- Propositiones Francisci Davidis ex Ungarico Sermone in Latinum conversae et in eadem Synodo Varadiensi (Ao 1569.) exhibitae.[9]
- Az Váradi Disputacionac avagy vetelkedesnec, az egy Attya Istenről es annac Fiaról, az Jesus Cristusról és a szent Lélekről igazán valo elő számlalássa. Kolozsvár, 1569.
- Első Resze az szent irasnac külön külön reszeiből vöt predicaciocnac az atya istenről, ennek kedig az ő fiaról az Ihesvs Christvsrol, es az mi öröcseguncnec peczetiről az szent lelekről. Gyula-Fehérvár, 1569.
- Refutatio Scripti Georgii Maioris, in quo Devm trinvm in personis, et vnvm in Essentia: Vnicvm deinde eius Filium in persona, et duplicem in naturis, ex lacunis Antichristi probate conatus est. (Kolozsvár), 1569.
- Könyvetske Az igaz Kerestyéni Keresztségről, es a Pápa Antichristusnac Maymozássaról… Kolozsvár, 1570.
- Responsio Pastorum ac Ministrorum Ecclesiarum in Transsylvania, quae vnvm Deum Patrem Christi Jesum Christum filium Dei crucifixum vnvmqu. amborum spiritum confitentur. U. ott, 1570.
- Az Egy ő magatol való Felséges Istenről, es az ő igaz Fiarol, a Nazareti Jesusrol, az igaz Messiasrol, A szent irásból vöt vallástéttel. U. ott, 1571.
- Az egy Attya Istennec, es az ő aldot szent fianac, az Jesus Christusnac Istenségekről igaz vallastéttel… U. ott, 1571.
- Literae Convocatoriae, una cum Propositionibus in Synodo Vasarhellyina disputandis ad diem XX. Mensis Septembris, hujus Anni 1571. U. ott.
- Libellus Parvus, XXX Thesibus Blandratae oppositus, in quo disseritur Jesum Christum vocari nunc non posse Deum, cum non sit verus Deus… U. ott, 1578.
- Confessio Francisci Davidis de Jesu Christo quam ex carcere exhibuit. Regnicolis, paulo ante mortem Thordae, in Transylvania, in conuentu regni 17. April. Anno 1570.
- Isteni dicsiretek, imádságos és vigasztaló énekek. (1575) [10]
- Epistola ad Ecclesias Polonicas, super quaestione de Regno millenario Jesu Christi hic in terris. Albae Juliae, 1570.
- De Justitia, Theses três, quas Fr. Davidis in aedibus suis in quorundam praesentia caepit quaerere ; Articuli Synodi Thordanae ad diem 24. febr. initae A., 1579.